# Chikkabelavadi, Chiknayakanhalli
Chikkabelavadi là một làng thuộc tehsil Chiknayakanhalli, huyện Tumkur, bang Karnataka, Ấn Độ.